# Kikladska ponev
Kikladska ponev je opisno ime za zgodnje keramične predmete iz kikladskega obdobja z egejskih otokov. Najdemo jih predvsem pri kikladskih kulturah Grotta-Pelos in Keros-Siros. Njihov namen je še vedno neznan, čeprav se običajno razlagajo kot izdelki prestiža.
Ti predmeti so bogato okrašeni in skrbno oblikovani. Našli so jih na različnih krajih po celotnem območju otokov Egejskega morja, vendar niso pogosti: do zdaj so jih odkrili okoli 200. Večidel so bili najdeni v grobovih, čeprav so zelo redek grobni pridatek; njihova redkost otežuje ugotavljanje njihovega namena oz. funkcije. 

## Opis
Ponve so običajno podobne posodi v obliki ponve (od tod tudi ime), premer je 20 do 28 cm, z ročajem. Okras je večidel na zunanjem obroču in na dnu, vtisnjen ali zarezan. Ročaji se zelo razlikujejo (še posebej na celini). Treba je omeniti, da nekateri mislijo, da je izraz ročaj nekoliko zavajajoč, saj so nekateri ročaji bolj dekorativni kot uporabni.
Poznamo dve vrsti ponev: kamposo, zgodnjekikladske z ravnim stranskim okrasjem, zarezanimi črtami v obliki spiral; njihov pravokotni ročaj ima prečko; glavni krožni del je pogosto okrašen z zarezanimi povezanimi spiralami okoli osrednje zvezde (Dartmouth); ponve siros s konkavno neokrašeno stranjo in dvojnim ročajem; glavno krožno polje ima vtisnjene koncentrične kroge ali spirale, ki jih pogosto spremljajo zareze v obliki upodobitve dolgih čolnov, kar včasih razlagajo kot ženske genitalije. 
Skupni vzorci na ponvah so:
- velike zvezde s krogi ali pasovi znotraj
- trikotni vzorci v vrstah (zelo pogosto, rezbarjenje ornamentov)
- koncentrični krogi
- kolesom podobni vzorci
- veliko majhnih povezanih spiral
- ladje (z vesli in ribjimi repi)

## Morebitna uporaba
Mnenja o tem, za kaj so se ponve uporabljale, se zelo razlikujejo, vendar so nekatere teorije pogostejše: kot pladenj, kuhinjska posoda (tj. prava ponev), ogledalo, boben, verski ali obredni predmet, vrč za alkohol ali ponev za sol.
Če je bil to pladenj, so ga lahko uporabljali kot okrasni ali verski predmet. Malo verjetno je, da so jo uporabljali za kuhanje, saj niso našli nobenih znakov hrane ali ognja, običajno so jih našli v grobovih. Da bi bil to boben, je tudi malo verjetno, saj bi pričakovali luknje okoli robov,  da bi nanjo lahko raztegnili kožo. Poleg tega imajo različne ročaje, kar bi bobnarju povzročalo težave pri uporabi. 
Prazgodovinska ogledala so imela pogosto okrašen hrbet, vendar so bila običajno izdelana iz odsevnega materiala namesto keramike, čeprav zagovorniki teorije ogledala menijo, da se je napolnila z vodo ali oljem in je lahko delovala kot ogledalo. 
Še vedno ni jasno, ali so imele ponve simbolni ali verski pomen, vendar zakopavanje v grobove kaže, da je bilo tako.